# Christiane Klimt
Christiane Klimt (* 18. März 1982 in Limburg an der Lahn) ist eine deutsche Theater- und Fernsehschauspielerin.

## Leben
Christiane Klimt absolvierte ihr Abitur an der Marienschule in Limburg, wo sie Solorollen in der Musical-AG unter der Leitung von Pia Koch übernahm. Als Schülerin half sie in der elterlichen Metzgerei mit.
Sie absolvierte eine Ausbildung zur Musicaldarstellerin an der Stage & Musical School Frankfurt. Während dieser Zeit erhielt sie Engagements am Theater. Danach spielte sie die Abigail in Arthur Millers Hexenjagd bei den Burgfestspielen Tittmoning. Anschließend studierte sie Gesang, Tanz und Schauspiel im Studiengang Musical/Show an der Universität der Künste Berlin.
Von September 2006 bis 2008 spielte sie die Rolle der Jennifer Steinkamp in der Daily-Soap Alles was zählt. Im Frühjahr 2008 übernahm sie eine Rolle in der Hörspielproduktion Hast du Angst? von René Klammer.
2009 begann sie an der Johann Wolfgang Goethe-Universität Frankfurt am Main Humanmedizin zu studieren.
Bei den Wetzlarer Festspielen, einem „Preisträgerkonzert“, sang sie im Juli 2011 als Nachwuchssängerin. Im Rahmen der 35. Fränkischen Musiktage in Alzenau trat sie im November 2010 mit Chansons unter dem Titel Ein Abend mit Kurt Tucholsky auf.
An der Komödie Düsseldorf stand sie im April 2011 in Suche impotenten Mann fürs Leben auf der Bühne.
Mit Abschluss ihres Studiums der Humanmedizin ist sie seit Oktober 2015 approbierte Ärztin und arbeitete in der Psychiatrie Psychosomatik und Allgemeinmedizin.
Seit Sommer 2021 hat sie ein neues Management und wird von der Agentur Schäfchen auf der Weide vertreten.

## Theater (Auswahl)
- 2003/04: Signs
- 2004: Hexenjagd
- 2005: Mir geht’s gut
- 2010: Ein Abend mit Kurt Tucholsky (Chansonabend)
- 2011: Suche impotenten Mann fürs Leben
- 2018–19: Beziehungswaisen-ein musikalisches Kabarett

## Filmografie (Auswahl)
- 2006–2008: Alles was zählt (Fernsehserie, 388 Folgen)
- 2009: Alisa – Folge deinem Herzen
- 2019: ZDF Magazin Royale
- 2022: Cindy aus Marzahn Show
- 2022: Leon – Kämpf um deine Liebe

- 2024: Unter uns (Fernsehserie, 2 Folgen)

## Auszeichnungen
- 2005: Bundeswettbewerb Gesang, Berlin: 2. Platz in der Kategorie Chanson/Song.
- 2007: Bundeswettbewerb Gesang, Berlin: Gisela-May-Chansonpreis.